# Стефан Попгерасимов
Стефан Попгерасимов е български революционер, войвода на Вътрешната македонска революционна организация.

## Биография
Роден е в кочанското село Нивичани, тогава в Османската империя, днес в Северна Македония. След Първата световна война участва във възстановяването на организацията и от 1920 година е войвода на селската чета. В 1922 година властите го арестуват и осъждат на 10 години, които излежава напълно.